# Liel Abada
Liel Abada (in ebraico ליאל עבדה‎?; Petah Tiqwa, 3 ottobre 2001) è un calciatore israeliano, attaccante del Charlotte FC.

## Caratteristiche tecniche
È un'ala destra.

## Carriera

### Club
Cresciuto nel settore giovanile del Maccabi Petah Tiqwa, debutta in prima squadra il 15 gennaio 2019 in occasione dell'incontro di Coppa d'Israele vinto 4-1 contro l'Hakoah Ramat Gan; realizza la sua prima rete il 9 settembre seguente siglando al 90' il gol del definitivo 1-1 contro il Bnei Sakhnin.
Il 13 luglio 2021 viene acquistato dal Celtic.

### Nazionale
Dopo numerose presenze con le nazionali giovanili israeliane nel 2021 ha esordito in nazionale maggiore.

## Statistiche
Statistiche aggiornate al 10 novembre 2024.

### Presenze e reti nei club
| Stagione        | Squadra             | Campionato      | Campionato | Campionato | Coppe nazionali | Coppe nazionali | Coppe nazionali | Coppe continentali | Coppe continentali | Coppe continentali | Altre coppe | Altre coppe | Altre coppe | Totale | Totale | Totale |
| Stagione        | Squadra             | Comp            | Pres       | Reti       | Comp            | Pres            | Reti            | Comp               | Pres               | Reti               | Comp        | Pres        | Reti        | Pres   | Reti   |        |
| --------------- | ------------------- | --------------- | ---------- | ---------- | --------------- | --------------- | --------------- | ------------------ | ------------------ | ------------------ | ----------- | ----------- | ----------- | ------ | ------ | ------ |
| 2018-2019       | Maccabi Petah Tiqwa | LHA             | 2          | 0          | CI+TC           | 1               | 0               |                    | -                  | -                  |             | -           | -           | 3      | 0      |        |
| 2019-2020       | Maccabi Petah Tiqwa | LL              | 29         | 8          | CI+TC           | 5+4             | 0               |                    | -                  | -                  |             | -           | -           | 38     | 8      |        |
| 2020-2021       | Maccabi Petah Tiqwa | LHA             | 26         | 8          | CI+TC           | 2+0             | 1+0             |                    | -                  | -                  |             | -           | -           | 28     | 9      |        |
| 2021-2022       | Celtic              | SP              | 36         | 10         | SC+CdL          | 3+3             | 1+1             | UCL+UEL+UECL       | 2+8+2              | 1+2+0              | -           | -           | -           | 54     | 15     |        |
| 2022-2023       | Celtic              | SP              | 34         | 10         | SC+CdL          | 4+4             | 1+2             | UCL                | 5                  | 0                  | -           | -           | -           | 47     | 13     |        |
| 2023-mar.2024   | Celtic              | SP              | 9          | 1          | SC+CdL          | 1+1             | 0+0             | UCL                | 0                  | 0                  | -           | -           | -           | 11     | 1      |        |
| Totale Celtic   | Totale Celtic       | Totale Celtic   | 79         | 21         |                 | 16              | 5               |                    | 17                 | 3                  |             | -           | -           | 112    | 29     |        |
| 2024            | Charlotte FC        | MLS             | 24+3       | 7+0        |                 | -               | -               |                    | -                  | -                  | LC          | 0           | 0           | 27     | 7      |        |
| Totale carriera | Totale carriera     | Totale carriera | 163        | 44         |                 | 28              | 6               |                    | 17                 | 3                  |             | -           | -           | 208    | 53     |        |

### Cronologia presenze e reti in nazionale
| Cronologia completa delle presenze e delle reti in nazionale ― Israele | Cronologia completa delle presenze e delle reti in nazionale ― Israele | Cronologia completa delle presenze e delle reti in nazionale ― Israele | Cronologia completa delle presenze e delle reti in nazionale ― Israele | Cronologia completa delle presenze e delle reti in nazionale ― Israele | Cronologia completa delle presenze e delle reti in nazionale ― Israele | Cronologia completa delle presenze e delle reti in nazionale ― Israele | Cronologia completa delle presenze e delle reti in nazionale ― Israele |
| Data                                                                   | Città                                                                  | In casa                                                                | Risultato                                                              | Ospiti                                                                 | Competizione                                                           | Reti                                                                   | Note                                                                   |
| ---------------------------------------------------------------------- | ---------------------------------------------------------------------- | ---------------------------------------------------------------------- | ---------------------------------------------------------------------- | ---------------------------------------------------------------------- | ---------------------------------------------------------------------- | ---------------------------------------------------------------------- | ---------------------------------------------------------------------- |
| 5-6-2021                                                               | Podgorica                                                              | Montenegro                                                             | 1 – 3                                                                  | Israele                                                                | Amichevole                                                             | -                                                                      | 61’                                                                    |
| 1-9-2021                                                               | Tórshavn                                                               | Fær Øer                                                                | 0 – 4                                                                  | Israele                                                                | Qual. Mondiali 2022                                                    | -                                                                      | 84’                                                                    |
| 12-10-2021                                                             | Be'er Sheva                                                            | Israele                                                                | 2 – 1                                                                  | Moldavia                                                               | Qual. Mondiali 2022                                                    | -                                                                      | 74’                                                                    |
| 12-11-2021                                                             | Klagenfurt                                                             | Austria                                                                | 4 – 2                                                                  | Israele                                                                | Qual. Mondiali 2022                                                    | -                                                                      | 82’                                                                    |
| 15-11-2021                                                             | Netanya                                                                | Israele                                                                | 3 – 2                                                                  | Fær Øer                                                                | Qual. Mondiali 2022                                                    | -                                                                      | 81’                                                                    |
| 2-6-2022                                                               | Haifa                                                                  | Israele                                                                | 2 – 2                                                                  | Islanda                                                                | UEFA Nations League 2022-2023 - 1º turno                               | 1                                                                      | 80’                                                                    |
| 10-6-2022                                                              | Tirana                                                                 | Albania                                                                | 1 – 2                                                                  | Israele                                                                | UEFA Nations League 2022-2023 - 1º turno                               | -                                                                      |                                                                        |
| 13-6-2022                                                              | Reykjavík                                                              | Islanda                                                                | 2 – 2                                                                  | Israele                                                                | UEFA Nations League 2022-2023 - 1º turno                               | -                                                                      | 78’                                                                    |
| 24-9-2022                                                              | Tel Aviv                                                               | Israele                                                                | 2 – 1                                                                  | Albania                                                                | UEFA Nations League 2022-2023 - 1º turno                               | -                                                                      | 77’                                                                    |
| 16-6-2023                                                              | Budapest                                                               | Bielorussia                                                            | 1 – 2                                                                  | Israele                                                                | Qual. Euro 2024                                                        | -                                                                      | 46’                                                                    |
| 21-3-2024                                                              | Budapest                                                               | Israele                                                                | 1 – 4                                                                  | Islanda                                                                | Qual. Euro 2024                                                        | -                                                                      | 71’                                                                    |
| 9-9-2024                                                               | Budapest                                                               | Israele                                                                | 1 – 2                                                                  | Italia                                                                 | UEFA Nations League 2024-2025 - 1º turno                               | -                                                                      | 78’                                                                    |
| 10-10-2024                                                             | Budapest                                                               | Israele                                                                | 1 – 4                                                                  | Francia                                                                | UEFA Nations League 2024-2025 - 1º turno                               | -                                                                      |                                                                        |
| 14-10-2024                                                             | Udine                                                                  | Italia                                                                 | 4 – 1                                                                  | Israele                                                                | UEFA Nations League 2024-2025 - 1º turno                               | -                                                                      | 75’                                                                    |
| 14-11-2024                                                             | Saint-Denis                                                            | Francia                                                                | 0 – 0                                                                  | Israele                                                                | UEFA Nations League 2024-2025 - 1º turno                               | -                                                                      | 80’                                                                    |
| 25-3-2025                                                              | Debrecen                                                               | Israele                                                                | 2 – 4                                                                  | Norvegia                                                               | Qual. Mondiali 2026                                                    | -                                                                      | 61’                                                                    |
| 6-6-2025                                                               | Tallinn                                                                | Estonia                                                                | 1 – 3                                                                  | Israele                                                                | Qual. Mondiali 2026                                                    | -                                                                      | 90+1’                                                                  |
| 10-6-2025                                                              | Debrecen                                                               | Israele                                                                | 1 – 0                                                                  | Slovacchia                                                             | Amichevole                                                             | -                                                                      | 71’                                                                    |
| Totale                                                                 |                                                                        | Presenze                                                               | 18                                                                     |                                                                        | Reti                                                                   | 1                                                                      |                                                                        |

## Palmarès

### Club

#### Competizioni nazionali
- Coppa di Lega scozzese: 2

Celtic: 2021-2022, 2022-2023
- Campionato scozzese: 3

Celtic: 2021-2022, 2022-2023, 2023-2024
- Coppa di Scozia: 1

Celtic: 2022-2023